# La Forêt-du-Parc
La Forêt-du-Parc é uma comuna francesa na região administrativa da Normandia, no departamento de Eure. Estende-se por uma área de 7,62 km². Em 2010 a comuna tinha 620 habitantes (densidade: 81,4 hab./km²).